# Leki inkretynowe
Leki inkretynowe – leki stosowane w leczeniu cukrzycy typu 2, wywierające swój efekt hipoglikemiczny poprzez oddziaływanie na układ inkretynowy.
Leki inkretynowe wywołują efekt obniżenia poziomu glukozy w różnych mechanizmach, jednak wspólnym mianownikiem ich działania jest działanie podobne do endogennego hormonu inkretynowego jakim jest glukagonopodobny peptyd 1 (GLP-1 glucagon-like peptide-1). Leki inkretynowe można zaliczyć do dwóch grup:
- GLP-1 mimetyki, czyli syntetyczne analogi glukagonopodobnego petydu-1, które po związaniu się z receptorem GLP-1 naśladują jego fizjologiczne działanie. Do tej grupy zaliczane są[1]:
  - eksenatyd
  - eksendyna 4
  - liraglutyd
  - liksysenatyd
  - albiglutyd - długo działająca (podawana raz w tygodniu)
  - dulaglutyd - podobnie jak albiglutyd podawana raz w tygodniu, zawiera zmodyfikowany łańcuch Fc IgG4, zmniejszając immunogenność, wydłużając działanie i spowalniając wchłanianie leku.
- Inhibitory DPP-IV, czyli inhibitory enzymu dipeptydylopeptydazy IV, będącego fizjologicznym inaktywatorem GLP-1, przyczyniającym się do jego rozkładu.

Na rynku obecne są od 2005, jednakże w Polsce są stosowane niezmiernie rzadko, z uwagi na wysoki koszt terapii i brak refundacji ze strony NFZ.